# William Barak
William Barak (ou Beruk), né vers 1824 et mort le 15 août 1903, était le dernier « ancien » traditionnel (ngurungaeta) du clan aborigène des Wurundjeri-willam, groupe qui habitait la région de la ville contemporaine de Melbourne en Australie. Il devint un porte-parole influent pour la justice sociale indigène et un informateur important sur la culture Wurundjeri.

## Biographie
Barak est né vers 1824 à Brushy Creek près de Croydon, dans le territoire de la tribu Wurundjeri. Sa mère, Tooterrie, était d'origine Nourailum bulluk, groupe qui appartenait à Murchison, Victoria, et son père, Bebejern, était un membre important de son clan. On dit que Barak était présent à la rencontre des anciens de la tribu avec le colon fondateur John Batman, quand celui-ci négocia un traité avec des Aborigènes locaux en 1835 afin de louer leurs terres sur une base annuelle de miroirs, de haches, de mouchoirs et d’autres choses. Il est peu probable que les Wurundjeri aient compris cette transaction, ce qui était absolument contraire à leur rapport spirituel avec la terre. Néanmoins, cela fut la fondation de l’appropriation européenne.
Ninggalobin, Poleorong et Billibellary étaient des chansonniers très respectés et les principaux dirigeants de cette région. La colonisation a dérangé les cérémonies d'initiation, et en réponse à cela, dans les années 1830, ces trois hommes ont mis le jeune Barak au courant des principales traditions de la tribu à South Yarra. On lui donna les symboles d'homme: des bandes à peau de phalanger liées au biceps; le « gombert » (collier à roseau porté autour du cou); l'« ilbi-jeri » (cheville en os qui perçait le nez); agus le branjep (tablier cachant les organes génitaux). La cérémonie accomplie, Barak a donné une grande cape à peau de phalanger (vêtement aborigène typique du sud de l'Australie) à Billibellary.
Barak fréquenta la Yarra Valley Mission School, école gouvernementale, entre 1837 et 1839. En 1844 il s’engagea dans la Gendarmerie aborigène, où on l'a nommé William. Au début de 1863, Barak se fixa à Coranderrk Station avec environ trente compagnons. Grâce à sa formation biculturelle, Barak était bien adapté à son rôle d’intermédiaire.
Après la mort de Simon Wonga en 1875, Barak est devenu le Ngurungaeta du clan. Il travaillait sans cesse, en négociant avec succès pour le compte de sa communauté. Il était un chef réputé et son importance était reconnue par les colons eux-mêmes.

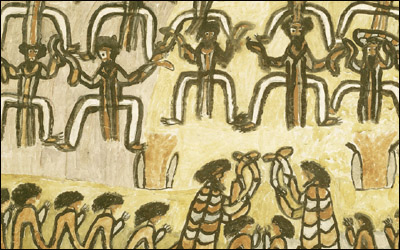
Figures à grandes capes à peau de phalanger, par William Barak, 1898.

Maintenant on se souvient de Barak pour son œuvre artistique, des dessins qui révèlent la vie traditionnelle de sa jeunesse et les rencontres avec les Européens. Il a fait la plupart de ses dessins à Coranderrk pendant les années quatre-vingt et quatre-vingt-dix. On les estime beaucoup et elles sont exposées dans des galeries publiques de premier plan en Australie. Son œuvre est en exposition permanente dans le Centre Ian Potter de la Galerie Nationale de Victoria à Federation Square, Melbourne. Ceremony (1895) se trouve dans le Ballarat Fine Art Gallery.
Barak est mort à Coranderrk en 1903 et il est enterré dans le cimetière du village.